# Michael Strempel
Michael Strempel (Drasdo, 9 maart 1944 – 1 maart 2018) was een voetballer uit Oost-Duitsland, die speelde als verdediger. Hij kwam het grootste deel van zijn gehele loopbaan uit voor FC Carl Zeiss Jena, na te zijn begonnen bij BSG Wismut Gera.

## Interlandcarrière
Strempel kwam in totaal 15 keer (één doelpunt) uit voor de nationale ploeg van Oost-Duitsland in de periode 1970–1971. Onder leiding van bondscoach Georg Buschner maakte hij zijn debuut op 16 mei 1970 in de vriendschappelijke wedstrijd tegen Polen (1–1) in Krakau, net als Lothar Kurbjuweit (Stahl Riesa).

## Erelijst
Carl Zeiss Jena
- DDR-Oberliga:

1968, 1970
- Oost-Duitse beker

1972